# Журналистика данных
Журнали́стика да́нных (англ. data journalism) — направление в журналистике, в основе которого лежит обработка данных и их использование для создания журналистского материала. Данные могут служить как инструментом для раскрытия определенной журналистской истории, так и ее источником. Развитие журналистики данных связано с развитием технологий, позволяющих хранить и обрабатывать большие объемы данных, и движением в сторону большей открытости информации.
Журналистика данных связана с такими сферами, как информатика, дизайн и статистика.

## Направления работы
1. Работа журналиста с данными.
2. Инфографика и визуализация данных в целом (статичная или интерактивная, игровые форматы).
3. Журналистика, основанная на работе с базами данных (предоставление для аудитории возможности открыто изучить большие объёмы данных без дополнительной аналитики).

## История
Первым полноценным материалом, представляющим журналистику данных, считается исследование The Guardian 1821 года, в котором рассказывается о стоимости высшего образования в различных вузах Британии. Авторы материала подготовили сводные таблицы, в которых указали цену на обучение в каждом учебном заведении. Работа получила позитивные рецензии за то, что впервые в журналистской практике столь «открыто были представлены все данные для читательской аудитории».
В 1858 году Флоренс Найтингейл создала исследование, посвященное анализу состояния и ежегодных потерь британской армии. В 54-страничном материале автор приводит огромное количество данных, переведенных в табличный вид и диаграммы. Основой для материала стали «сырые» данные, полученные из доступных на тот момент источников. Из работы Найтингейл складывается полноценное журналистское расследование, вывод из которого состоит в том, что даже в мирное время смертность в армии оказывается почти вдвое выше, чем смертность гражданских лиц аналогичного возраста (вследствие проблем, совершенно не связанных с военными действиями). Новаторство её работы заключалась не в использовании графиков и диаграмм (их в журналистских материалах использовали и до работы Найтингейл), а в подходе к «сырым» данным. С их помощью автор оформила полностью прозрачный (в значении используемых источников и данных) материал, который при желании может самостоятельно проанализировать и каждый читатель, используя опубликованные в статье данные.
Появление журналистики данных в её современном виде связывают с 1952 годом — именно тогда в работе журналиста впервые был использован компьютер. Телеканал CBS арендовал вычислительные мощности компьютера UNIVAC I для расчета прогнозов на результаты президентских выборов и оценки результатов каждого из кандидатов. Подобная практика использования компьютера для журналистики стала носить понятие «компьютерной журналистики» (Computer-assisted reporting (CAR)).
С конца 60-х использование компьютерного анализа данных для создания журналистского материала получило более широкое распространение. В 1967 году Филипп Мейер, журналист газеты Detroit Free Press, использовал компьютерные данные для создания материала о прошедших в городе протестах. Другой журналист Билл Дедмен в 1980-е годы создал серию сюжетов «Цвет денег», которые раскрывали информацию о систематических расовых предрассудках в кредитной политике ведущих финансовых институтов. В начале 1990-х годов Стив Дойг в своей работе «Что пошло не так» стремился проанализировать ущерб от урагана «Эндрю», чтобы понять, в какой степени на силу этого ущерба оказали влияние недостатки в области политики и практики городского развития. Репортажи на основе данных стали ценной общественной работой и позволили журналистам завоевать известные награды.
В конце 1980-х годов произошло несколько значимых событий для журналистики данных. В 1989 году газета The Atlanta Journal-Constitution получила Пулитцеровскую премию за серию репортажей, в которых использовалась компьютерная обработка данных. В Школе журналистики при университете Миссури был сформирован Национальный Институт компьютерной журналистики (National Institute for Computer Assisted Reporting (NICAR)). В 1990 году этот Институт организовал первую конференцию, посвященную журналистике с использованием компьютерных технологий в Индианском университете. С тех пор эти конференции проходят ежегодно и являются крупнейшими встречами журналистов данных.
Само понятие журналистики данных впервые было сформулировано в 2010 году на международной конференции в Амстердаме, после чего данное направление журналистики считается официально сформированным. Начиная со второй половины 2010 года, понятие журналистики данных активно используется как на конференциях, так и в академических журналах.

## Журналистика данных в наше время
Первым СМИ, ставшим на постоянной основе заниматься журналистикой данных, стал The Guardian, в 2009 году запустивший раздел Datablog, в котором все материалы создаются с помощью обработки и представления данных.
Другие медиа также создают проекты, основанные на работе с большими объемами данных. Так, редакция газеты Las Vegas Sun в течение двух лет создавала проект «Do No Harm», в рамках которого оформила целый раздел на сайте, посвященный проблемам в области медицины в Лас-Вегасе. В рамках проекта, редакция опубликовала цикл статей, фотоотчетов, видеорепортажей, читательских историй, а также интерактивной инфографики с указанием и публикацией исходных документов и исследований, ставших основной для журналистских статей. В результате работы с массивом из 2,9 миллионов больничных записей, Las Vegas Sun удалось выявить более 3500 случаев травм и осложнений, которые случились с пациентами по вине медицинского персонала в больницах города (включая инциденты, которые завершались смертельным исходом). Проект получил большой резонанс как среди читателей, так и в городском правительстве и экспертном медицинском сообществе.
В 2009 году проект Toxic Waters от The New York Times получил Пулитцеровскую премию. Он стал одним из важнейших примеров журналистского материала на стыке журналистики данных и репортажной журналистики. В рамках проекта команда журналистов оформила целую серию инфографики, интерактивных карт, опросов и данных, основанных на анализе профессиональных документов об исследовании уровня загрязнения питьевой воды в различных штатах США. Помимо анализа вопросов по содержанию вредных веществ в воде, команда журналистов, работавших над проектом, также изучила потенциальные риски для здоровья, которые могут нанести повышенные дозы определенных веществ, из-за чего проект имеет черты научного журналистского исследования.
Новым витком в развитии журналистики данных стала визуализация информации, ставшей доступной благодаря Wikileaks. Журналисты Associated Press Джонатан Стрэй и Джулиан Берджесс с помощью открытых инструментов визуализации The Overview Project и Gephi обработали 391832 документа и визуализировали массив разнородных отчетов о войне в Ираке. В рамках проекта журналисты создали облако тегов, которые встречаются во всем множестве документов, полученных от проекта Wikileaks о военных действиях в Ираке. Получившаяся визуализация позволила выделить ключевые слова документов: «задержаны», «убиты», «взрывчатое вещество», «подвержены пыткам». В аннотации к визуализации журналисты отметили, что согласно имеющимся данным, в ходе операций в Ираке погибло около 4000 военнослужащих США и около 100000 гражданского населения. Десятки тысяч описанных инцидентов стрельбы и пыток позволили журналистам определенно заявить о том, что правительство скрывало множество фактов об операции в Ираке.

## Премия
В 2012 году общество Global Editors Network организовало премию в области журналистики данных — Data Journalism Awards. С тех пор призы ежегодно присуждаются в нескольких номинациях, в числе которых лучшая визуализация данных, расследование года, лучшее личное портфолио, лучший сайт СМИ и другие.